# Botanicheskie Materialy Gerbariia Instituta Botaniki i Zoologii Akademii Nauk UzSSR
Botanicheskie Materialy Gerbariya Instituta Botaniki i Zoologii Akademii Nauk Uzbekskoi S S R (abreviado Bot. Mater. Gerb. Inst. Bot. Zool. Akad. Nauk Uzbeksk. S.S.R.) fue una revista con ilustraciones y descripciones botánicas que fue editada en Tashkent con los números 8 al 12, desde 1947 hasta 1948. Fue precedida por Botanicheskie Materialy Gerbariya Botanicheskogo Filiala Akademii Nauk S S S R y reemplazada por Botanicheskie Materialy Gerbariya Instituta Botaniki Akademii Nauk Uzbekskoi S S R.